# Jan Furtok
Jan Furtok est un footballeur polonais né le 9 mars 1962 à Katowice et mort dans la même ville le 26 novembre 2024. Il joue au poste d’attaquant.

## Carrière
- 1976-1977 : MK Gornik Katowice  Pologne
- 1977- nov. 1988 : GKS Katowice  Pologne
- nov. 1988-1993 : Hambourg SV  Allemagne
- 1993-1995 : Eintracht Francfort  Allemagne
- 1995-1998 : GKS Katowice  Pologne[2]

## Palmarès
- 36 sélections et 10 buts avec l'équipe de Pologne entre 1984 et 1993
- Vainqueur de la Coupe de Pologne en 1986 avec le GKS Katowice
- Finaliste de la Coupe de Pologne en 1985, 1987 et 1997 avec le GKS Katowice
- Vice-Champion de Pologne en 1988 avec le GKS Katowice